# 斯特金 (明尼蘇達州)
斯特金（英語：Sturgeon）是位於美國明尼蘇達州聖路易斯縣斯特金鎮區的一個非建制地區。

## 地理
斯特金所處的海拔為高於海平面397米（即1302英呎），而該地所採用的時區為UTC-6，即北美中部時區（CST）。同時該地設有夏令時間，為UTC-6調快一小時，即UTC-5（CDT）。